# Dolichopeza hirtipennis
Dolichopeza hirtipennis är en tvåvingeart som beskrevs av Alexander 1917. Dolichopeza hirtipennis ingår i släktet Dolichopeza och familjen storharkrankar. Inga underarter finns listade i Catalogue of Life.